# 락차깅 앙흐냠
락차깅 앙흐냠(몽골어: Рагчаагийн Анхням, 1981년 4월 6일 ~ )은 몽골의 배우이다.